# Hipólito José da Costa
Hipólito José da Costa Pereira Furtado de Mendonça (Colonia del Sacramento, Regne de Portugal (Brasil colonial); 13 d'agost de 1774 - Londres, Anglaterra; 11 de setembre de 1823) va ser un periodista i diplomàtic luso-brasiler, considerat el "pare" de la premsa brasilera. És el patró de la 17a càtedra de l'Acadèmia Brasilera de Lletres.

## Biografia
Costa va néixer a Colonia del Sacramento, ara part de l'Uruguai, fill de Félix da Costa Furtado de Mendonça i Ana Josefa Pereira. El seu germà era José Saturnino da Costa Pereira, que seria senador de l'Imperi del Brasil i comandant de l'exèrcit brasiler. Encara que s'havien convertit al cristianisme, la seva família, els da Costa, provenia d'una llarga línia de jueus sefardites establerts a Portugal, Anglaterra i les Índies Occidentals. Quan va néixer, Sacramento formava part dels territoris portuguesos a Amèrica. El 1777, quan la colònia va ser recuperada pel Virregnat del Riu de la Plata, la família va traslladar-se a Pelotas, a Rio Grande do Sul, on Costa passaria la seva adolescència.
El 1798 va ser enviat a la Universitat de Coimbra, on es va llicenciar en Dret, Filosofia i Matemàtiques. Recentment graduat, va ser enviat a missions diplomàtiques als Estats Units i Mèxic pel llavors primer ministre portuguès Rodrigo de Sousa Coutinho. Viuria dos anys als EUA, més precisament a Filadèlfia, on esdevingué francmaçó. Va escriure un relat del seu viatge a Filadèlfia, anomenat Diário de Minha Viagem para a Filadélfia, que no es publicaria fins al 1955.
Dos anys després del seu viatge als EUA va tornar al Brasil, on rebria una altra missió, aquesta vegada a Anglaterra, el 1802. Tanmateix, tres o quatre anys més tard, quan va tornar al Brasil, va ser detingut per la Inquisició portuguesa, per ordre de Pina Manique, ja que va ser acusat de difondre les idees maçòniques per Europa. No obstant això, va poder escapar de la presó i va fugir a Espanya, disfressat de lacai. Des d'Espanya, va tornar a Anglaterra, on va rebre la protecció del príncep August Frederic. Da Costa va continuar les seves activitats maçòniques a Anglaterra, havent-se unit a dues lògies maçòniques sota els auspicis de la Gran Lògia Premier d'Anglaterra; la Lògia de les Nou Muses (1807) i després la Lògia de l'Antiguitat (1808).
Instal·lant-se a la ciutat de Londres, va fundar el que seria la primera revista brasilera: el Correio Braziliense, que va publicar-se mensualment entre 1808 i 1823. A través d'aquesta publicació, Costa difondria les idees liberals, sense veure's sotmès al control estricte de l'estament polític donada la distància existent entre Londres i Rio de Janeiro, nova seu de la corona. No obstant això, l'ambaixador portuguès a Londres, Bernardo José de Abrantes e Castro, comte de Funchal, va ser un combatent extrem de la revista de Costa, i en crearia una ell mateix, titulada O Investigador Português em Inglaterra (L'investigador portuguès a Anglaterra), que va dirigir del 1811 al 1819. Es van crear moltes altres revistes que van lluitar contra el Correio Braziliense.
Costa va morir el 1823, sense saber que havia sigut proclamat cònsol del Brasil a Anglaterra. Va ser enterrat a l'església de Santa Maria la Verge a Hurley, Berkshire, però l'any 2001 les seves restes van ser portades al Brasil, i ara es poden trobar al Museu da Imprensa Nacional.
També va ser famós per traduir al portuguès obres de Benjamin Thompson i Benjamin Smith Barton.

## Homenatges
El govern brasiler, a través de la llei nº 12283/2010, va inscriure Hipólito José da Costa en el Llibre dels Herois i Heroïnes de la Pàtria. El Museu de Comunicació Social Hipólito José da Costa, a Porto Alegre, porta el seu nom.